# Heleen Weening

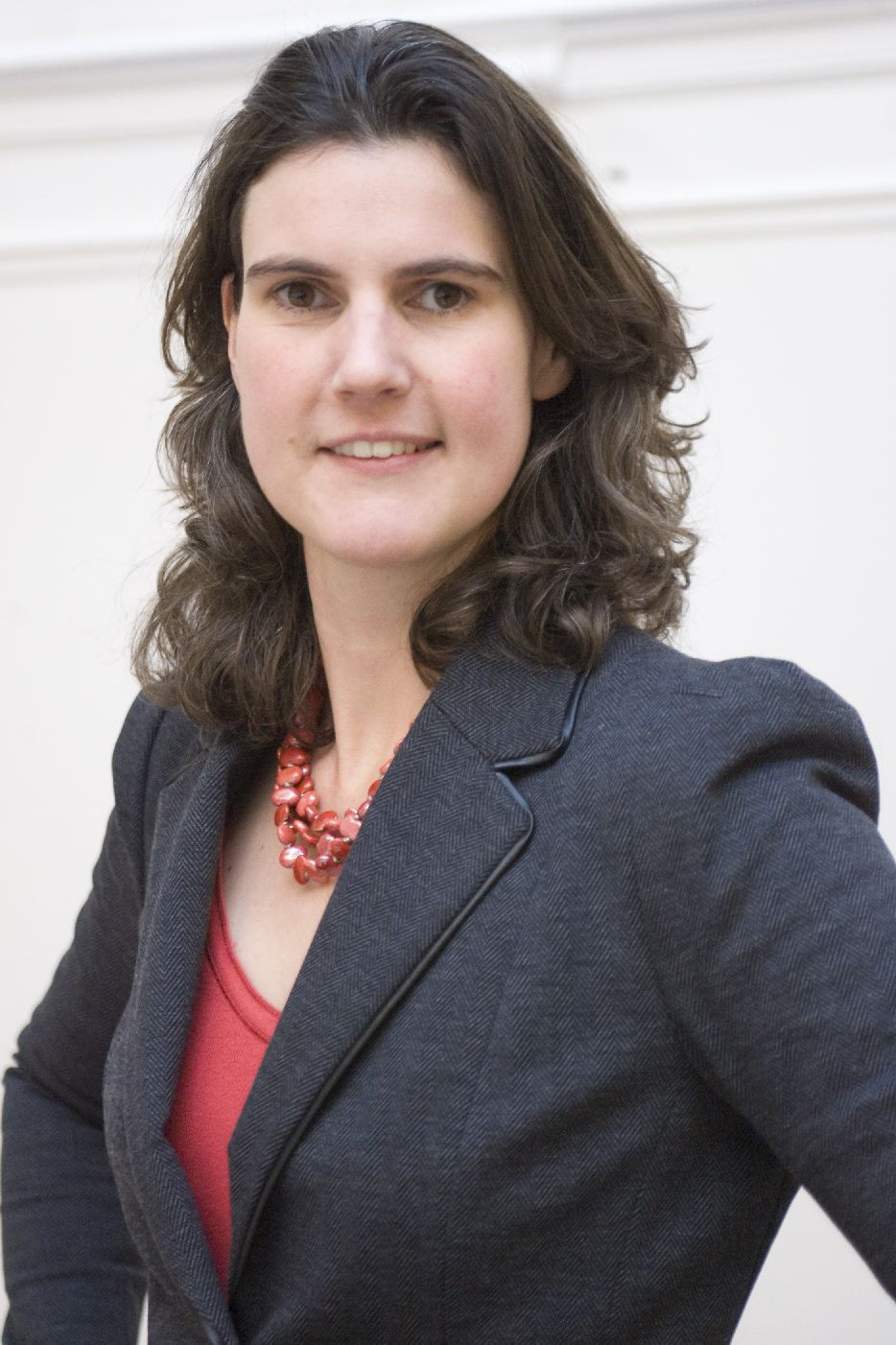
Heleen Weening

Heleen Weening (* 19. März 1976 in Groningen) ist eine niederländische Politikerin.

## Leben
Weening studierte an der Universität Twente Politikwissenschaft und spezialisierte sich auf Europäische Integration und auf Internationale Beziehungen.
Sie war von Februar bis Oktober 2012 Parteivorsitzende der GroenLinks. Weening ist verheiratet und hat zwei Kinder.